# Carcano
Fuzil Carcano (ou "Càrcano" para alguns), é uma designação genérica para todos os modelos e variantes do fuzil Carcano Mod. 91 também chamado de "Il novantuno".
O Carcano Mod. 91 (fora da Itália também conhecido como "Mannlicher-Càrcano-Parravicino") foi um fuzil de ferrolho giratório e deslizante adotado pelo "Regio Esercito" de 1891 a 1945.
Adotado para substituir o "Vetterli-Vitali Mod. 1870/87", foi o fuzil de serviço do Exército italiano até o final da Segunda Guerra Mundial, e utilizava principalmente um cartucho de pequeno calibre de, o 6,5×52mm Mannlicher-Carcano.

## Visão geral
Introduzido em 1891, o Carcano Mod. 91 foi projetado para o cartucho de estojo sem aro 6,5×52mm Carcano ("Cartuccia Modello 1895"). Foi desenvolvido pelo técnico-chefe Salvatore Carcano no Arsenal do Exército de Turim em 1890 e era originalmente chamado de "Modello 91" ou simplesmente "M91". Substituindo sucessivamente os fuzis e carabinas "Vetterli-Vitali" anteriores que usavam o cartucho 10,35×47mmR.
O Carcano Mod. 91 foi produzido de 1892 a 1954, sendo empregado tanto na forma de fuzil ("fucile") quanto de carabina ("moschetto"), de cano mais curto, pela maioria das tropas italianas durante a Primeira Guerra Mundial (na qual se destacou a ""BRIGATA SASSARI"") e por forças italianas e algumas forças alemãs durante a Segunda Guerra Mundial.
O fuzil também foi usado durante a Guerra de Inverno pela Finlândia e novamente por forças regulares e irregulares na Síria, Líbia, Tunísia e Argélia durante vários conflitos do pós-guerra nesses países.

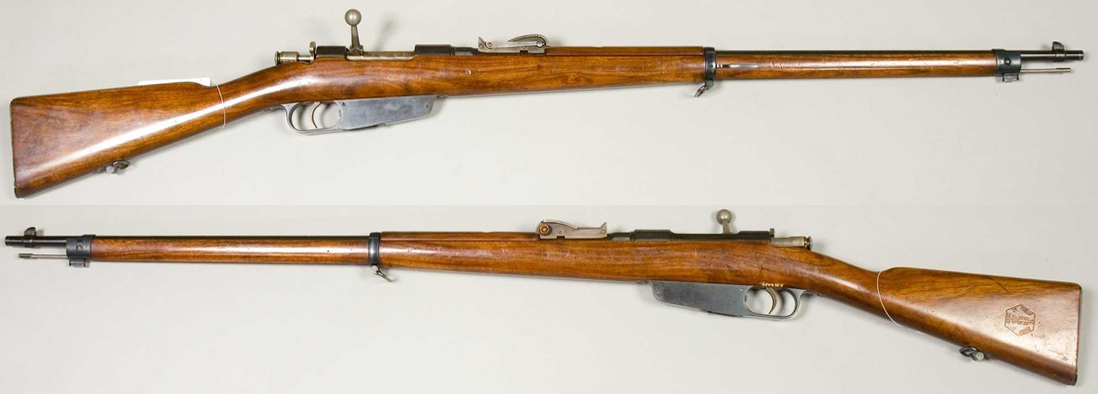
Exemplar do Carcano Mod. 91 exposto no Armémuseum em Estocolmo.

O fuzil Carcano "Tipo I" foi produzido pela Itália para o Império Japonês antes da Segunda Guerra Mundial. Após a invasão da China, toda a produção de Arisaka foi necessária para o uso do Exército Imperial, então a Marinha Imperial contratou a Itália para esta arma em 1937. O "Tipo I" (é "I" de Itália) é baseado no fuzil 91 Tipo 38 e usa uma ação Carcano, mas mantém o carregador de caixa de 5 cartuchos Arisaka/Mauser compartimentado para o cartucho 6,5×50mmSR Arisaka. O "Tipo I" foi usado principalmente pelas Forças Navais Imperiais Japonesas . Aproximadamente 60.000 fuzis "Tipo I" foram produzidos por arsenais italianos para o Japão.
Um "Carcano M38" foi usado por Lee Harvey Oswald para assassinar o Presidente dos Estados Unidos John F. Kennedy em 22 de novembro de 1963 em Dallas, Texas.

## Antecedentes
Após a descoberta de Paul Marie Eugène Vieille, em 1884, da pólvora sem fumaça, por meio da gelatinização da nitroglicerina com uma mistura de éter e álcool, surgiu a possibilidade de projetar armas de calibre menor do que as anteriormente adotadas. O "Regio Esercito" foi equipado com os fuzis "Vetterli-Vitali Mod. 1870/87", "Vetterli-Bertoldo Mod. 1870/82" e "Vetterli-Ferracciù Mod. 1870/90" no grande calibre 10,35×47mmR, com munição de pólvora negra, de boa qualidade, mas tornado obsoleto por esta nova descoberta.
Os históricos inimigos austríacos, imitando o que os franceses haviam feito, introduziram em serviço o Steyr-Mannlicher M1888 no calibre 8×50mmR Mannlicher. Os alemães adotaram em 1888 a munição 8×57mm no novo fuzil Gewehr 88, que a princípio parecia uma escolha razoável, mas, depois de alguns experimentos, decidiu-se adotar um calibre ainda menor, o 6,5×52mm Carcano, que teria permitido, entre outras coisas, às tropas transportar com facilidade uma maior quantidade de munições. Este assunto esteve na ordem do dia nos desdobramentos das guerras coloniais, nas quais as tropas europeias frequentemente ficaram sem balas, em "zonas selvagens" onde havia muito poucas vias de comunicação. Mesmo quando você não corria o risco de ficar sem balas na batalha, era necessário negligenciar completamente o treinamento de tiro assim que deixava a linha de costa ou as poucas áreas servidas por ferrovias. Foi nessa década que a derrota em Aduá mostrou o quão correto era esse raciocínio.

## Histórico
Embora o fuzil Carcano seja frequentemente chamado de "Mannlicher-Carcano", especialmente na linguagem americana, nem essa designação nem o nome "Mauser-Parravicino" estão corretos. Sua designação oficial em italiano é simplesmente "Modello 1891" ou simplesmente "M91" ("il novantuno"). O sistema de carregador usa clipes de carregamento "em bloco" que foram originalmente desenvolvidos e patenteados por Ferdinand Mannlicher, mas a forma e o design reais do clipe Carcano são derivados do fuzil alemão Gewehr de 1888, também conhecido como "Kommissionsgewehr" (algo como "fuzil da comissão").
Inicialmente o propelente "ballistite" (um composto muito semelhante ao adotado posteriormente em 1901 na Grã-Bretanha, o cordite) foi adotado para a munição, mas como dava problemas de erosão excessiva e estabilidade em temperaturas extremas, em 1895 passaram a usar a "solenite". Tanto a cordite quanto a solenite eram propelentes também projetados para uso colonial, ao contrário dos propelentes alemão, austro-húngaro, americano e russo, em si mais potentes e funcionais, mas instáveis em climas quentes e úmidos.

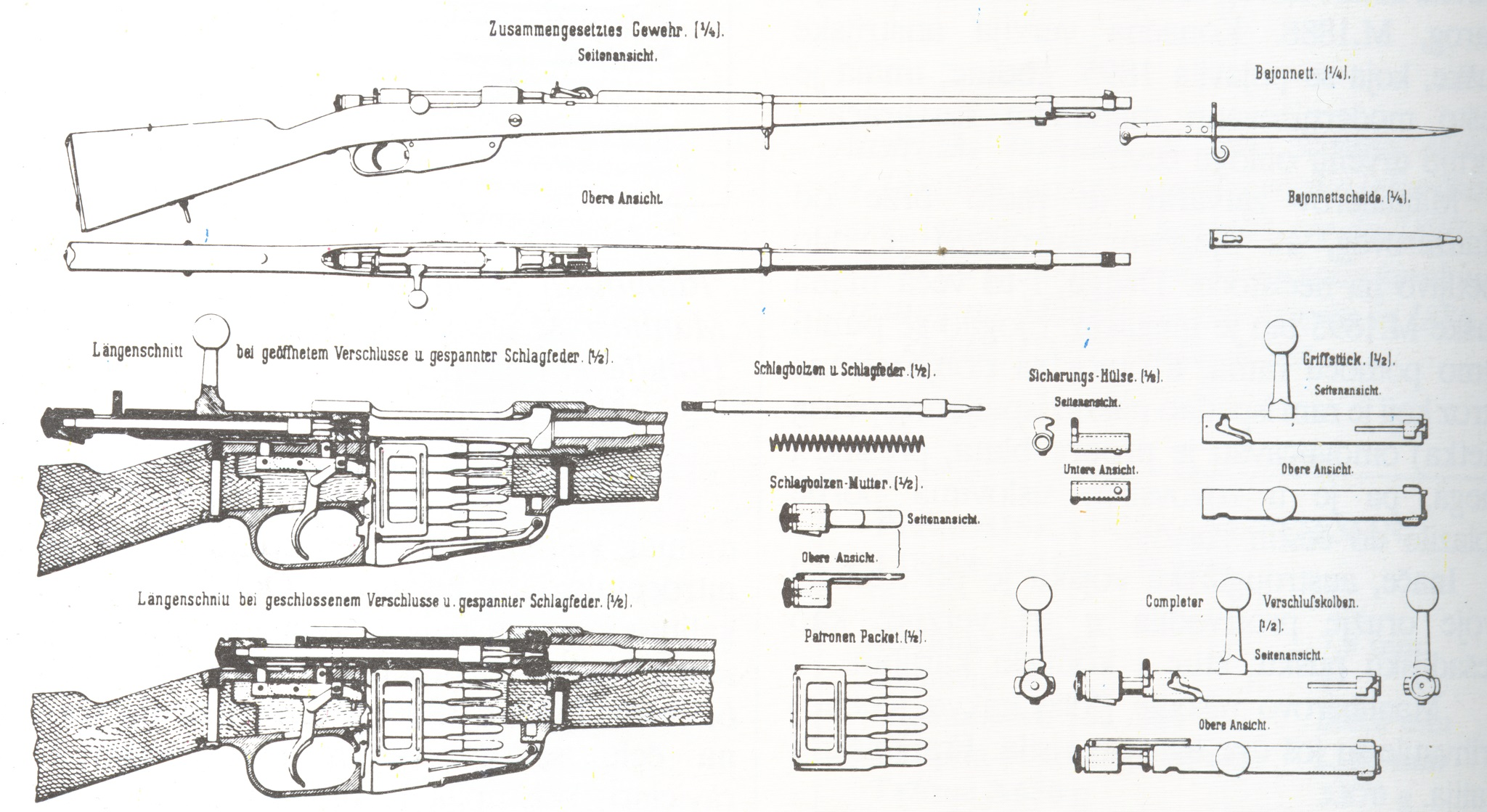
Ilustração em corte de peças e componentes do Carcano Mod. 91.

Até 1938, todos os fuzis e carabinas "M91" eram produzidos para o cartucho "6,5×52mm Modello 1895", sem aro, usando uma bala jaquetada de metal de ponta redonda de 160 grãos de peso a uma velocidade de saída de aproximadamente 2.000-2.400 pés/s (610-732 m/s), dependendo do comprimento do cano. Pelo menos uma autoridade de armas leves observou inconsistências nos tipos de pólvora em munições militares de 6,5×52mm carregadas no arsenal, muitas vezes com diferentes tipos de pólvora e lotes de munição misturados em um único clipe de munição. A prática de misturar tipos de pólvora e lotes de munição em clipes de munição era geralmente evitada por arsenais de outras nações, pois frequentemente resultava em velocidades variáveis de bala e dispersão excessiva de bala no alvo.
Após relatos de desempenho inadequado em curto e longo alcance durante as campanhas na África do Norte Italiana (1924-1934) e na Segunda Guerra Ítalo-Abissínia (1934), o exército italiano introduziu um novo fuzil curto em 1938, o "Modello 1938", junto com um novo cartucho no calibre 7,35×51mm. Além do calibre um pouco maior, os projetistas italianos introduziram uma bala do "tipo Spitzer" para o novo cartucho, com a ponta preenchida com alumínio para produzir um projétil instável (tombando) após o impacto no tecido mole (um design provavelmente copiado do ".303 British Mk VII bullet").
No entanto, o governo italiano não foi capaz de produzir em massa as novas armas em quantidades adequadas antes do início da guerra e, em 1940, toda a produção de fuzis e munições foi revertida para 6,5 mm, mas nenhum "Modello 1938" de 7,35 mm foi revertido. Algumas tropas italianas servindo na frente russa estavam armadas com "M38" de 7,35 mm, mas os trocou em 1942 por armas de 6,5×52 mm.
Aproximadamente 94.500 fuzis "Modello 1938" de 7,35 mm foram enviados para a Finlândia, onde eram conhecidos como "carabinas Terni" (do selo "Terni" com a coroa real, o logotipo ou selo da "Regia fabbrica d'armi di Terni" onde foram fabricados). Eles foram usados principalmente por tropas de segurança e de linha de comunicação durante a Guerra de Inverno de 1939-1940, embora algumas tropas da linha de frente tenham recebido a arma. Segundo relatos, os finlandeses não gostavam do fuzil. Com seu calibre não padrão de 7,35 mm, era problemático manter as tropas da linha de frente abastecidas com boa qualidade, ou qualquer munição, e sua mira traseira não ajustável (fixa para 200 m) o tornava inadequado para uso em tiro de precisão nas variadas faixas encontradas pelos soldados finlandeses durante o conflito. Apesar disso, é importante notar que os próprios finlandeses modificaram a ótica fixa do fuzil para operar em um alcance de 200 m a apenas 150 m. Sempre que possível, os soldados finlandeses descartaram a arma em favor de fuzis recuperados do campo de batalha, incluindo modelos padrão de fuzis Mosin-Nagant de fabricação soviética capturados. Este último tinha a vantagem de usar munição 7,62×54mmR comumente disponível. Com a eclosão da Guerra da Continuação, os fuzis M38 restantes de 7,35 mm foram emitidos para a Marinha finlandesa, bem como antiaéreos, defesa costeira e outras tropas da "segunda linha" ( ou "frente interna" que fica atrás da "linha de frente").
Em 1941, os militares italianos voltaram a usar um fuzil de infantaria de cano longo (ligeiramente mais curto que o "M91" original), o Carcano M91/41. Versões específicas do "M91" para atiradores de elite nunca existiram, mas na Primeira Guerra Mundial alguns fuzis foram equipados com lentes telescópicas e emitidos para uso em serviço (fuzis com mira da Segunda Guerra Mundial eram estritamente protótipos).
Vários lotes de "Moschetti M91/38 TS" - "Truppe Speciali" ("carabinas de tropas especiais") foram adaptadas para o cartucho 8×57mm Mauser de bala pesada e ponta redonda. Esta modificação entrou em serviço em 1943, pouco antes da capitulação italiana. Dois pequenos lotes de carabinas Moschetti "M91/38 TS" mostram canos marcados com "1938" e "1941", mas eles não eram usados nesses períodos com quaisquer forças italianas, e sua peculiar numeração de série sugere que estes poderiam ser apenas canos excedentes não usados que foram convertidos com outros depois de 1945. Muitas carabinas Carcano de 7,92 mm foram aparentemente exportadas para o Egito após a Segunda Guerra Mundial, onde serviram como carabinas de exercício e treinamento. Vários também trazem marcas das Forças Armadas israelenses. O apelido de modelo ocasionalmente usado "Modelo 1943 (M43)" para esses fuzis de 7,92 mm convertidos está errado, já que eles nunca foram designados pelos militares italianos.
As forças alemãs capturaram grandes quantidades de fuzis Carcano após a capitulação da Itália em setembro de 1943. Foi o fuzil mais comumente emitido para as unidades alemãs "Volkssturm" ("Milícia do Povo") de outubro de 1944 a maio de 1945.
Após a Segunda Guerra Mundial, a Itália substituiu seus fuzis Carcano primeiro pelo Lee–Enfield britânico e depois pelo fuzil semiautomático M1 Garand no calibre .30-06 dos EUA (7,62 mm), que os italianos rotularam de "Modello 1952" (M52). A Finlândia vendeu todos os seus aproximadamente 74.000 fuzis Carcano 7,35 mm M91/38 restantes no mercado de excedentes. Como consequência, grandes quantidades de Carcanos excedentes foram vendidas nos Estados Unidos e Canadá no início da década de 1950. Na Itália, a "Polizia di Stato" e os "Carabinieri" mantiveram o "Moschetto 38 TS", retirando-o de serviço em 1981. Os fuzis Carcano de 6,5 mm capturados foram usados pelas forças gregas no pós-guerra, com munição fornecida pela US Western Cartridge Co. Alguns também foram convertidos para o 6,5×54mm Mannlicher–Schönauer, um dos cartuchos padrão do exército grego na época.
Durante a Guerra Civil Líbia em 2011, muitos rebeldes entraram na batalha com suas armas pessoais, incluindo velhos fuzis e espingardas. Destes, os fuzis e carabinas do "tipo Carcano" foram os mais frequentemente observados. Eles eram usados predominantemente por rebeldes nas montanhas Nafusa. Essas armas antigas viram o combate mais uma vez devido ao acesso limitado dos rebeldes às armas de fogo modernas. Além disso, alguns rebeldes líbios preferiram usar suas conhecidas armas de caça em vez dos fuzis de assalto mais modernos, por serem desconhecidos. De acordo com Al-Fitouri Muftah, membro do conselho militar rebelde que supervisionava a frente montanhosa ocidental, cerca de 1 em cada 10 rebeldes na região estava armado com armas da época da Segunda Guerra Mundial.

## Variantes
Todas as variantes usaram a mesma ação de ferrolho "Carcano", alimentada por um clipe "en bloc"; os fuzis e carabinas tinham diferentes comprimentos de cano e diferenças de coronha e mira dependendo do comprimento do cano. Conforme observado na introdução, a palavra moschetto significa literalmente "mosquete", mas era geralmente usada pelos fabricantes de armas italianos como um descritor de fuzis do século XX, só que, de cano mais curto, no estilo carabina destinados a outros usos que não a infantaria regular. Os fuzis de infantaria de comprimento regular são chamados de "fucile".

### Fucile Modello 1891
O "Fucile Mod. 91", base para as demais variantes, foi o vencedor da competição, realizada entre as fábricas de armas nacionais, apresentado por Salvatore Carcano, muito semelhante ao adotado pela Mauser mas simplificado, e com o sistema de carregamento de Mannlicher usado no Gewehr 1888 alemão.
O "M91", em 6,5x52 mm com baioneta destacável em forma de faca, cano de 30,7 polegadas, foi adotado em 29 de março de 1892 conforme Ato Ministerial nº 57.

### Moschetto Mod. 91
O fuzil padrão, era muito longo para uso na cavalaria e pelos "bersaglieri ciclistas", tanto que a "Vetterli Moschetto da Cavalleria" ainda era usada. Em 1893 foi desenhado um novo modelo decididamente mais curto e mais leve (910 mm e 3,16 kg), com um cano de 451 mm, oficialmente denominado "Moschetto Mod. 91" ou mais formalmente "Moschetto Mod. 91 per cavalleria".
Essa variante foi oferecida em três modelos, sendo os posteriores apenas refinamentos no acabamento:
- Moschetto Mod. 91 per cavalleria (original)
- Moschetto Mod. 91 per Moschettieri del Duce (para os "camisas-negras")
- Moschetto Mod. 91 per il Duca d'Aosta (cem exemplares produzidos pela Beretta para a escolta pessoal do "Duque de Aosta")

O "Moschetto M91", em 6,5 × 52mm com baioneta dobrável integral, cano de 17,7 polegadas, foi adotado em 9 de junho de 1893 e sob a Lei nº 116 de 15 de julho de 1893, quando a nomenclatura se tornou oficial. Essas variantes foram referenciadas como "per cavalleria" de forma incorreta, pois ela nunca foi chamada assim oficialmente.

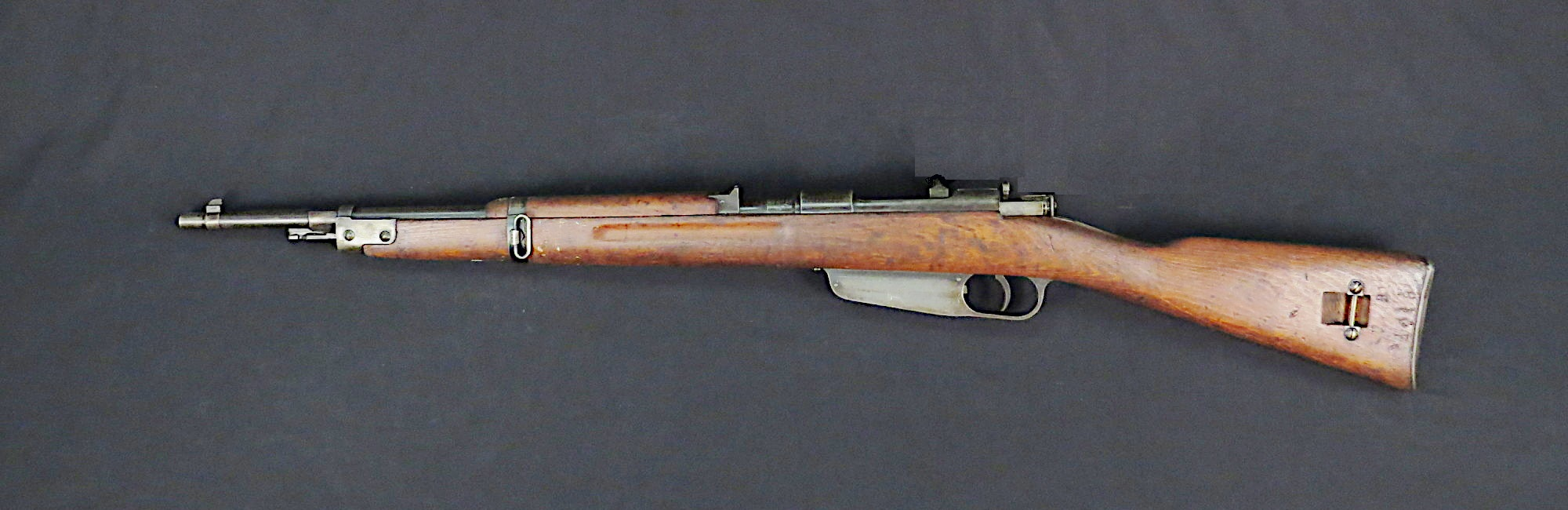
Um Moschetto Mod. 91.

Essa variante foi inicialmente planejada para ser emitida para Tropas de Cavalaria, mas no entanto foram emitidos para outras tropas também, como os Carabinieri Reali, Bersaglieri Ciclisti e mais tarde para os Paraquedistas e as Tropas MVSN. Inicialmente, esses modelos não tinham guarda-mão, mas foram adicionados a eles de acordo com a "Circular No.400" de 30 de junho de 1916. Eles modificaram ou fabricaram novos protetores de "boca" feitos para estes com uma pequena aba na parte superior para encaixar o guarda-mão. Como parte desse processo de modificação, eles também tiveram que modificar o conjunto da mira traseira, onde o guarda-mão se encaixava. Estes foram feitos de 1893 até 1944, a maneira mais fácil de dizer que são esses modelos é que todos eles têm a mira traseira ajustável, não importando por qual fabricante os fez ou em que ano foram fabricados.

### Moschetto Mod. 91 TS
O Moschetto Mod. 91 per truppe speciali, como o nome indica foi distribuído para: engenheiros, artilheiros, para os graduados das tropas, para o pessoal da subsistência Alpina, para a Marinha Real e para a Milícia Florestal) foi amplamente usada a abreviação "Moschetto Mod. 91 TS".
Essa variante foi oferecida em dois modelos:
- Moschetto Mod. 91 TS (original)
- Moschetto Mod. 91 TS per Carabinieri Reali-Guardie del Re (para os "Carabinieri" e os membros do "Reggimento corazzieri")

O "Moschetto Mod. 91 TS", em 6,5x52 mm com tipo de baioneta montada lateralmente (transversal), 17,7 polegadas de cano, foi oficialmente adotado em 6 de janeiro de 1900 sob o Ato No.6, embora a produção deles tenha se iniciado em 1898. Eles foram emitidos para equipes de metralhadoras, morteiros e motocicletas. Eles tinham um zarelho giratório na extremidade do guarda-mão e outro fixo embutido na coronha, ambos do lado esquerdo da arma, para prender a bandoleiras. Havia dois tipos de guarda-mão usados nessa versão: no primeiro o guarda-mão não tinha nenhum elemento de retenção mecânica adicional, mas verificou-se que estes poderiam se soltar, e de acordo com a Circular No.124 datada de 25 de fevereiro de 1916 eles decidiram adicionar uma pequena aba para mantê-los no lugar.
O "Mod. 91 TS per Carabinieri Reali-Guardie del Re" diferia do "Mod. 91 TS" original na baioneta e no acabamento. A baioneta era do tipo "espeto" (ou "estilo Vauban"), semelhante às do século XVIII. A lâmina tinha seção quadrangular de 382 mm de comprimento e unida por um "cotovelo" a um encaixe, que podia ser inserido na boca do cano em ambas os lados, ou ainda sob o cano em um canal especial. Várias partes, como a soleira da coronha, alças, cintas, bocais e encaixes eram douradas. A coronha integral era de nogueira, e era mais comprida do que no TS normal, chegando a apenas 7 cm da "boca" do cano.

### Moschetto Mod. 91/24
Após a Grande Guerra, um grande número de fuzis "Mod. 91" em más condições, especialmente com o cano particularmente gasto, permaneceu no arsenal. A parte da culatra do cano, porém, dada a adoção do passo progressivo no estriamento, estava em bom estado. Portanto, foi decidido converter parte dos fuzis "Mod. 91" carabinas ("moschetti"), que substituiriam o "Mod. 91 TS" que não era mais produzido desde 1919. Esta arma recebeu o nome "Moschetto Mod. 91/24" e tinha fortes semelhanças com o "Moschetto Mod. 91 TS".
O "Moschetto Mod. 91/24", em 6,5×52 mm, cano de 17,7 polegadas, começou a ser fabricado/convertido em 1925 eles começaram a conversão do "Fucile Modello 1891" para ser encurtado de acordo com a Circular nº 59 de 29 de janeiro de 1925 que especificamente diz que a nomenclatura desta arma de fogo será "moschetto mod. 91/24". A maneira mais fácil de reconhecer essa variante é que ela tem a mira traseira ajustável mais longa, enquanto o fuzil original tinha a mira traseira fixa e menor.

### Moschetto per Truppe Speciali Modello 1891 Modificato
Em 1928, foi a retomada da produção do "Moschetto Mod. 91 per truppe speciali" (TS), adotando o sufixo "Modificato".
Essa variante foi oferecida em dois modelos:
- Moschetto Mod. 91 TS Modificato (original)
- Tromboncino Mod. 28 (lançador de granada)

Nota: a morfologia aqui vem de uma associação visual, porque o acessório para o lançamento de granadas da época era um tubo grosso que era acoplado ao lado do guarda-mão, que os italianos associaram, devido ao seu formato, ao legume "tromboncino" (semelhante à "abóbora paulista" no Brasil).
O "Tromboncino Mod. 28" era o "Mod. 91/28 TS" modificado com entalhes no cano para acomodar os suportes do "tromboncino". O cano do "tromboncino" era de calibre 38,5 mm de alma lisa e tinha um batente de mola na parte inferior para travar a granada, que era carregada pelo cano. O sistema de disparo dessa adaptação era complexo e perigoso, pois envolvia um cartucho comum sendo disparado, sua bala ficar retida, enquanto a granada era impulsionada pelos gazes desviados para o "tromboncino", e por ser paralelo ao cano, exigia uma segunda linha de mira. O "tromboncino" não deu os resultados desejados, por isso foi eliminado e não substituído por sistemas mais modernos, ao contrário do que aconteceu nesses mesmos anos na França e em outros países.
O "Moschetto Mod. 91 TS Modificato", em 6,5x52 mm, cano de 17,7 polegadas, sofreu várias mudanças em diferentes anos, nas configurações de bandoleira, zarelhos e baionetas. Apesar de por motivos de abreviação e simplificação alguns chamarem esse modelo de "Moschetto Mod. 91/28 TS" esse sufixo "91/28", nunca esteve presenta nos documentos oficiais. A denominação oficial em todas as Circulares publicadas é "Moschetto per Truppe Speciali Modello 1891 Modificato" ou "Moschetto Modello 1891 TS Modificato", em nenhum lugar eles são chamados de "91/28".

### Fucile Mod. 91/38
Na Primeira Guerra Mundial e nas campanhas policiais coloniais na Líbia Italiana, a munição Mod. 90/95 de 6,5 mm provou ser muito penetrante e, se não atingisse as partes letais, o efeito da balística terminal não era capaz de produzir no inimigo feridas excessivamente incapacitantes. A experiência da Guerra na Etiópia também mostrou que as características balísticas das munições eram inferiores às de outras nações, com desempenho ruim principalmente em metralhadoras. Desde 1935, o Coronel Giuseppe Mainardi foi contratado para estudar uma nova munição e em 1938 foi adotada uma nova munição de nitrocelulose pura, de 7,35×51mm, enquanto o major Roberto Boragine e o general Federico Capaldo, ficaram encarregados de projetar um fuzil para usá-lo, podendo também recuperar os estoques existentes: os arsenais, de fato, ainda estavam cheios de fuzis "Mod. 91" antigos com cano gasto. Este novo projeto recebeu o nome formal de "Carcano Mod. 91/38 cal. 7.35", mas se popularizou com o nome de "Carcano Modello 38". O "Carcano M38" era significativamente mais curto do que o "Mod. 91" original, com 1.020 mm de comprimento, cano de 538 mm, dos quais 475,5 mm com estriamento à direita e passo constante de 240 mm; o núcleo do cano foi retificado para que as raias e fundas tivessem 7,35 mm e 7,63. A câmara exigiu pequenas modificações, pois o estojo do novo calibre não diferia muito do 6,5 mm. A alça do ferrolho foi dobrada para reduzir o volume e a mira traseira passou a ser fixa para 200 m, implificando o treinamento dos soldados de infantaria. O sistema de carregamento, era igual aos de 6,5 mm e não sofreram alterações. O carregador teve que ser produzido do zero. A baioneta "sabre" do Mod. 91 foi substituída por uma baioneta "adaga" destacável e dobrável, cuja lâmina dobrada ficava embutida em uma ranhura na haste.
O "Carcano M38", foi adotado em 1938 no calibre 7,35×51mm, mira fixa, baioneta de faca dobrável destacável) Cano de 20,9 polegadas.

### Moschetto Mod. 91/38
Junto com o "Fucile", os "moschetti" também foram reciclados, dando origem a dois modelos:
Essa variante foi oferecida em dois modelos:
- Moschetto Mod. 91/38
- Moschetto Mod. 91/38 per truppe speciali (TS)

Ambos recalibrados para 7,35 mm com estriamento de passo fixo e mira fixa para 200 m. No primeiro caso, além dessas modificações no cano, os suprimentos e acabamentos eram praticamente os mesmos dos respectivos modelos no calibre 6,5 mm. O "Moschetto M91/38 TS" sofreu as mesmas modificações no cano e na traseira, mantendo a baioneta anterior para "TS". Os carregadores também foram produzidos a partir do zero, com várias pequenas modificações.
Ainda longe da conversão completa para o novo modelo, a produção parou em 285.000 unidades, a maioria delas sendo retirada de serviço por temor que a munição dupla gerasse confusão no abastecimento. Os exemplares restantes equiparam as tropas da segunda linha e os "Camisas-negras". Das armas retiradas, 94.500 foram entregues ao exército finlandês, que as usou contra os russos na Guerra de Inverno e na Guerra de Continuação.
Em alguns textos, os fuzis e carabinas com câmara de 7,35 mm são referidos simplesmente como "Mod. 38", enquanto que para a recalibragem subsequente em 6,5 mm falamos de 91/38.

### Fucili e moschetti Mod. 91/38 calibro 6,5 mm
Em 1940, a Itália entrou na guerra e, devido a problemas de tempo, logística e disponibilidade da nova munição de 7,35 mm, voltou ao clássico calibre 6,5 mm. A produção de guerra então é retomada no antigo calibre de 6,5 mm. Os novos fuzis, chamados "Mod. 91 Cal. 6,5", no entanto, manteve as soluções desenvolvidas para o "Mod. 38", obviamente com canos do antigo calibre, e foi primeiramente apresentado na versão de cano longo para os soldados da infantaria italiana na Segunda Guerra Mundial. Eles são freqüentemente referidos simplesmente como Mod. 91/38, sem indicação do calibre, preferindo para os predecessores em 7,35 simplesmente o nome "Mod. 38" apenas. O "Fucile Mod. 91/38" manteve as modificações do "Mod. 38", mas as diferentes características balísticas do 6,5 mm levaram à redução do passo do estriamento de 240 mm para 215 mm e, conseqüentemente, ao reajuste da mira traseira fixa de 200 para 300 m. Alguns exemplares foram equipados com a velha baioneta estilo "sabre", que em qualquer caso era intercambiável com a baioneta estilo "adaga".
As versões "Moschetto per Cavalleria" e "Moschetto per truppe speciali" (TS), seguiram o mesmo processo, ou seja: foram reeditadas mantendo as caracyterísticas externas do "Mod. 38" em calibre 6,5×52 mm desde 1940. O cano é o de 20,9 polegadas, mas agora alterado para 6,5 × 52 mm, todos recebendo a marcação de "1940". Foi um desses inclusive o usado por Lee Harvey Oswald, e considerado a "arma do assassinato de John F. Kennedy".

### Fucile Mod. 91/41
O "Fucile Mod. 91/41", "foi o último desenvolvimento do 91, foi feito durante a Segunda Guerra Mundial para equipar as divisões alpinas enviadas à Rússia. Usando o calibre 6,5 mm, este fuzil abandona as modificações introduzidas com o Mod. 38 e se parece muito com o primeiro "Mod. 91". O comprimento é 117,5 cm, apenas 8 cm mais curto que o primeiro Carcano, do qual também incorpora a longa baioneta estilo "sabre" original, e a manopla do ferrolho reta. A mira era ajustável para 200, 300 e 1.000 m. Apesar dos problemas de ambiente e manuseio reduzido, o fuzil provou ser tão confiável quanto seu antecessor.
Como um experimento, oito exemplares desta variante foram redesenhados em torno do calibre 8×59mm RB Breda.

### Moschetto Mod. 38 e Moschetto Mod. 38 per TS calibro 7,92 mm
Durante a Segunda Guerra Mundial os alemães, além de usarem amplamente o Mod. 91 normal em 6,5 mm recuperados dos campos de batalha, em 1945 iniciaram a conversão dos "Mod. 91/41" e todas as versões "Mod. 38" e "Mod. 91/38" para o calibre de serviço Wehrmacht 7,92×57mm Mauser. Foram encomendadas a empresa "Heinrich Krieghoff" de Klagenfurt, na Caríntia, e a fábrica "12" de Vipiteno, que reaproveitou as máquinas da empresa "Armaguerra" de Cremona.
Técnicamente, o cano das armas foi retificado para 7,92 mm; como o estojo do Mauser era mais espesso e longo, a câmara também foi retificada enquanto a cabeça do ferrolho era fresada para acomodar a base do novo cartucho. Essas modificações levaram a um afinamento e, portanto, a um enfraquecimento da culatra. O estojo também foi reforçado para suportar o maior estresse quando disparado. O clipe de carregamento foi modificado para acomodar apenas cinco cartuchos 8x57 em vez dos seis em 6,5x55, e a parte frontal da culatra foi fresada para facilitar a passagem das pontas mais longas da munição alemã. Há também uma letra "S" gravada na parte superior da culatra.
Em alguns casos as modificações, por motivos de custo, não alteraram o carregador interno, que foi simplesmente eliminado com a inserção de um bloco de madeira. Com esse procedimento, foram obtidos cerca de 15.000 fuzis de tiro único, que foram distribuídos às tropas da segunda linha e às forças policiais do Tirol.
Depois da guerra, a "Fabbrica Nazionale Armi di Brescia" (FNAB), deu continuidade à conversão do "Mod. 38" e do "Mod. 91/38" para o mercado árabe. Além das modificações nos canos, a FNAB também modificou o sistema de repetição, através da utilização de clipes de 5 tiros, além de adicionar um segundo parafuso de reforço na coronha. As mudanças envolveram aproximadamente 10.000 unidades.

### Arisaka Tipo I
O fuzil "Tipo I" ("I" de Itália), estava entre os fuzis usados pelos japoneses durante a Segunda Guerra Mundial, derivado do "Mod. 91" fornecido às tropas italianas; as razões que levaram o Japão a realizar esta encomenda relativamente pequena (50/60.000 peças, fabricadas pela Beretta e talvez também por outra empresa) que envolvia consideráveis problemas de transporte e complicações logísticas não desprezíveis não são claras.
Como não há documentos explicativos, a história permanecerá envolta em mistério. A maior parte do Tipo I foi capturada pelos americanos nas Filipinas.

## Fabricantes

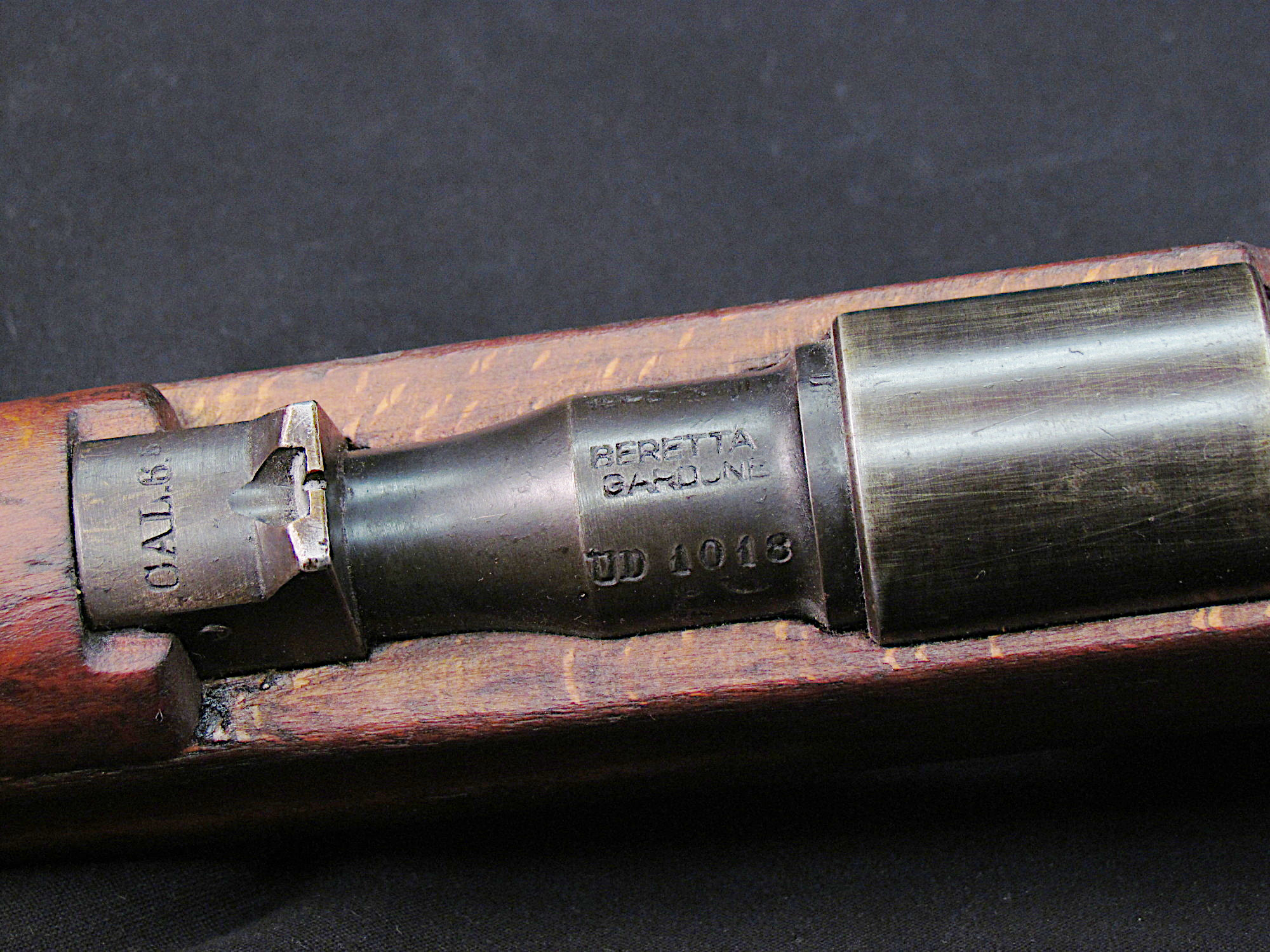
Marcações de um Moschetto Mod. 91 "Beretta-Gardone".

Os arsenais que fabricaram o "Carcano Mod. 91" e suas variantes foram os seguintes:
- Beretta
- Brescia (M.B.T., F.N.A., N.eV.C.)
- Gardone Val Trompia
- Mida
- Napoleone
- Pietro Lorenzotti
- Roma
- Terni
- Torino
- Torre Annunziata
- Vittorio Castelli

## Usuários
- Reino da Albânia[33]
- Áustria-Hungria, capturados durante a Primeira Guerra Mundial, cerca de 49.500 foram convertidos para usar os cartuchos 6,5×54mm Mannlicher–Schönauer disponíveis.[34]
- Estado Independente da Croácia[35]
- Império Etíope, capturado das forças italianas em 1896[36] ou adquirido após a Primeira Guerra Mundial,[37] ainda em uso com forças irregulares na década de 1950.[36]
- Egito
- Finlândia[33]
- Império Alemão
- Indonésia, usado durante a Revolução Nacional da Indonésia, uso limitado devido à escassez de munições.[38]
- Itália
  -  Reino de Itália
  -  República Social Italiana
- Império do Japão, comprou o fuzil "Tipo I" por contrato.[33]
- Líbia[39]
- Malta
- Mali, usado pelo pessoal do Movimento Popular de Azauade.[40]
- Alemanha Nazista[16][41]
- Holanda, os britânicos enviaram fuzis Carcano capturados para o Exército Real das Índias Holandesas.[42]
- Pérsia
- República da China[43]
- Romênia
- Reino da Sérvia, Croácia e Eslovênia, em 1921, o Reino tinha cerca de 11.000 fuzis "M91" italianos em estoque. No início da década de 1920, foi proposto que fossem trocados por fuzis Mauser com o Reino da Itália; a proposta foi recusada em 1922 e esses fuzis permaneceram nas mãos da Iugoslávia até 1941;[44] os guerrilheiros iugoslavos também usaram fuzis e carabinas "M91" e "M91/38" capturados.[45][46]
- Arábia Saudita
- Somália
- Síria, carabinas "M91" usadas após a independência da Síria de 1946.[47]
- Tunísia, fuzis "M91" usados por membros do partido Neo Destour.[48]
- República Árabe Unida, comprou fuzis "M38" fabricados após a Segunda Guerra Mundial, com câmara para o calibre 8mm Mauser.[49]

## Guerras
Esses foram os conflitos nos quais o fuzil Carcano foi utilizado:
- Guerra Madista
- Primeira Guerra Ítalo-Etíope
- Levante dos Boxers
- Guerra Ítalo-Turca
- Primeira Guerra Mundial
- Guerra de Vlora
- Segunda Guerra Ítalo-Etíope
- Guerra Civil Espanhola
- Guerra de Inverno
- Segunda Guerra Mundial
- Guerra do Kosovo
- Rebelião tuaregue
- Guerra Civil Líbia de 2011

## Fuzil do assassinato de Kennedy

O fuzil Carcano "Mod. 1891/38" de cano curto com uma luneta Ordnance Optics de 4x usada por Lee Harvey Oswald para assassinar John F. Kennedy.

Em março de 1963, Lee Harvey Oswald comprou uma "carabina italiana em 6,5 mm", mais tarde indevidamente chamada de "Mannlicher-Carcano" (embora use um sistema de clipe em bloco no estilo Mannlicher), por meio de pedido pelo correio, por US$ 19,95 ($ 171,37 em dólares de 2020). O anúncio especificava apenas uma "Carabina italiana 6.5" e na verdade mostra um modelo "Carcano M91 TS", que era o modelo Carcano de 36 polegadas (91 cm) vendido por meio do anúncio quando foi originalmente colocado. No entanto, 11 meses antes de Oswald fazer seu pedido, a loja de artigos esportivos de Chicago onde ele o comprou estava enviando o modelo 91/38 um pouco mais longo de 40,2 polegadas (102 cm) com o mesmo anúncio, e esta foi a arma Oswald recebeu.
Relatórios oficiais concluíram que Oswald usou essa arma para assassinar o presidente dos EUA John F. Kennedy em 22 de novembro de 1963. O fuzil, feito no arsenal de Terni em 1940 e com o número de série "C2766", foi equipado por US$ 7 extras com uma nova mira telescópica 4x18 japonêsa, em montagem lateral em chapa de metal, o preço da arma sem a mira era de apenas US$ 12,78. Posteriormente, foi examinado pela polícia local, o FBI, o Exército dos EUA e duas comissões federais.
Os testes de tiro, conduzidos por esses grupos e outros usando o fuzil original ou modelos semelhantes, abordaram questões sobre a velocidade e precisão com que o Carcano poderia ser disparado. Após processos judiciais sobre sua propriedade, o fuzil acabou armazenado no Arquivo Nacional. O assassinato foi um dos fatores que levaram à aprovação do "Gun Control Act of 1968", que proibia a venda de armas de fogo pelo correio.